# Экаллук
Экаллук (англ. Ekalluk River) — река, расположенная в регионе Китикмеот, в канадской провинции Нунавут. Она находится в центре юго-восточной части острова Виктория.
Истоком реки является безымянное озеро, сначала река течёт на юго-восток, затем впадает в озеро озеро Фергусон. Вытекает из восточной части озера и вскоре впадает в бухту Веллингтон.
Среди озёр, расположенных поблизости[уточнить] данной реки, следует назвать озёра Кейхоул, Китига и Суррей. Ближайшая к реке коммуна — Кеймбридж-Бей.
Местных жителей называют Экаллуктогмиут, являются подгруппой народности медных инуитов.

## Икалуктук
«В августе по реке [Икалуктук] мигрирует огромный арктический голец, а осенью огромные стада карибу, мигрируя, пересекают реку в южном направлении. Благодаря этим ресурсам каждого, кто хоть когда-нибудь там жил, этот крошечный район притягивает, словно магнит. На протяжении сотен километров нельзя отыскать чего-либо похожего.» (Макс Фризен, археолог из Университета Торонто, 2005)
Небольшой участок реки, который протекает от озера Фергусон до бухты Веллигтон-Бей, называется Икалуктук (англ. Iqaluktuuq, что в переводе с наречия Инуиннактун означает «место большой рыбы»). В течение 4000 лет этот район был населён туниитами и инуитами, а потому считается ценным археологическим месторождением. Для местных жителей он и поныне является местом ловли арктического гольца и охоты на северных оленей.
Людей, живущих в окрестностях Икалуктука, называют подгруппой Икалуктурмиут.